# José de Salamanca y Mayol
José María de Salamanca y Mayol (Màlaga, 23 de maig de 1811 – Carabanchel Bajo, Madrid, 21 de gener de 1883), primer marquès de Salamanca i primer comte de los Llanos amb Grandesa d'Espanya, va ser un influent estadista, destacada figura aristòcrata i social i home de negocis durant el regnat d'Isabel II d'Espanya. Dona nom a l'actual barri de Salamanca (Madrid), part de l'Eixample de Madrid que va impulsar. De vida aventurera i amb múltiples alts i baixos, a José de Salamanca se li atribueixen nombrosos negocis amb grans beneficis en sectors com el ferroviari, la construcció, la banca o la inversió borsària, a més de diverses corrupteles; sovint com a soci d'altres destacats membres de la societat espanyola del moment, incloent-hi Maria Cristina de Borbó, mare d'Isabel II i regent durant la seva minoria d'edat. Probablement va arribar a posseir, en els seus millors moments, la major fortuna d'Espanya.

## Joventut, estudis i alcaldies
Nascut a Màlaga, en 1811, va ser fill del metge José María de Salamanca y Paz (1780–?) i de la seva esposa, María Polonia Mayol y Baso (1787–?). Va cursar estudis de filosofia i dret en el col·legi de Santiago de Granada, acabant-los en 1828. En aquesta ciutat probablement va prendre contacte amb grups contraris a l'absolutisme de Ferran VII, incloent-hi Mariana Pineda, qui en 1831 seria jutjada i condemnada a mort convertint-se en màrtir de la causa liberal. Va arribar a sentir afecte per la lluita antiabsolutista durant la seva joventut.
Al seu retorn a Màlaga, va ser detingut el general liberal José María Torrijos, en el pronunciament del qual probablement Salamanca va estar-ne involucrat i després del qual va acudir a Madrid a sol·licitar-ne l'indult del rei, tasca en la qual va fracassar. Les seves cremors revolucionàries es van calmar temporalment i, gràcies a l'amistat del seu pare amb Francisco Cea Bermúdez (President del Consell de Ministres), va aconseguir l'alcaldia de Monòver (Vinalopó Mitjà) en 1833.
Aquest any va morir Ferran VII, ocupant-se del govern la seva esposa Maria Cristina de Borbó. Els moviments revolucionaris esdevinguts durant la regència van catapultar al futur marquès als primers plànols de l'escena nacional. En 1835 és nomenat alcalde de Vera (Almeria); després d'això, escollit per representar a aquesta província en la Junta Revolucionària de Sevilla.
En 1837 té lloc el pronunciament de la Granja, que va obligar a la reina regent a restituir la Constitució de cort liberal de 1812 elaborant-se la nova progressista de 1837. En les noves Corts formades, José Salamanca és escollit diputat per la província de Màlaga, traslladant-se a la capital (Madrid) per exercir aquest càrrec.

## Matrimoni i descendència

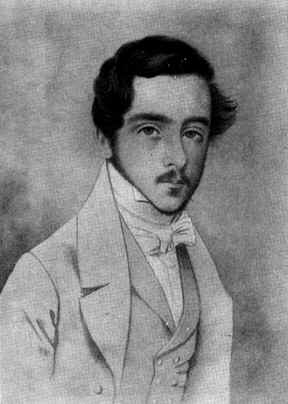
Retrat de José de Salamanca durant la seva joventut.

El 1835 es casà amb Petronila Livermore y Salas, filla del matrimoni format pel ric comerciant anglès Tomás Livermore Page i Petronila Salas y Rosales, i germana d'Isabel Livermore y Salas, esposa del ric industrial malagueny Manuel Agustín Heredia. El matrimoni va tenir dos fills, Fernando i Josefa de Salamanca y Livermore.

## Diputat, ministre i exilis
Establert a Madrid, Salamanca va desenvolupar un gran talent per als negocis, que li van reportar al llarg de la seva vida grans alegries i també moments difícils. En 1839 obté el monopoli de la sal, començant a més a invertir a la Borsa de Madrid. El seu poder adquisitiu es multiplicava i augmentaven els seus contactes entre l'alta societat madrilenya. El seu control sobre el negoci de la sal va provocar l'animadversió del general Ramón María Narváez y Campos, amb qui es va enemistar temporalment.
La seva carrera política també anava en ascens, en ser nomenat ministre d'Hisenda pel president Joaquín Pacheco en 1847. Després de la dimissió d'aquest a l'octubre del mateix any, Salamanca passa a exercir de facto la presidència del govern fins que el nou president, Florencio García Goyena, el destitueix a causa que una comissió parlamentària estava investigant les seves suposades activitats irregulars en el ministeri. Això suposaria un gran fre a la seva ascensió en la política.
La situació tornaria a canviar en intervenir la reina Isabel II, destituint al govern en ple i nomenant nou president a Ramón María Narváez y Campos, que prenia possessió del càrrec per tercera vegada en quatre anys. L'arribada al poder de Ramón María Narváez y Campos empeny a Salamanca a exiliar-se a França, on va romandre fins a 1849.
Cinc anys més tard hauria d'anar-se'n per segona vegada, en produir-se la revolució de 1854 (de la qual personatges com Salamanca constituïen les seves bèsties negres) que donaria motiu al Bienni Progressista.
| « | Ha existit fins al cèlebre 28 de juny (de 1854) una societat en comandita per a l'explotació de tots els agis, de tots els negocis que el país havia de pagar amb la seva sang. La capitanejava Cristina i el seu gerent Salamanca, monstre d'immoralitat; era, com el populatxo sol dir, el seu testaferro. Presentar-se al negoci dels ferrocarrils en l'Espanya comercial i abalançar-se a tots la comandita com rajada de llops famolencs, va ser cosa que a ningú va admirar, perquè no era d'admirar. | » |
| — Periòdic La Ilustración, 24 de juliol de 1854, durant el Bienni Progressista i estant exiliat Salamanca | |   |

Al final d'aquest, en 1856, Salamanca obtindria el títol de senador vitalici a les Corts espanyoles.

## Auge emprenedor

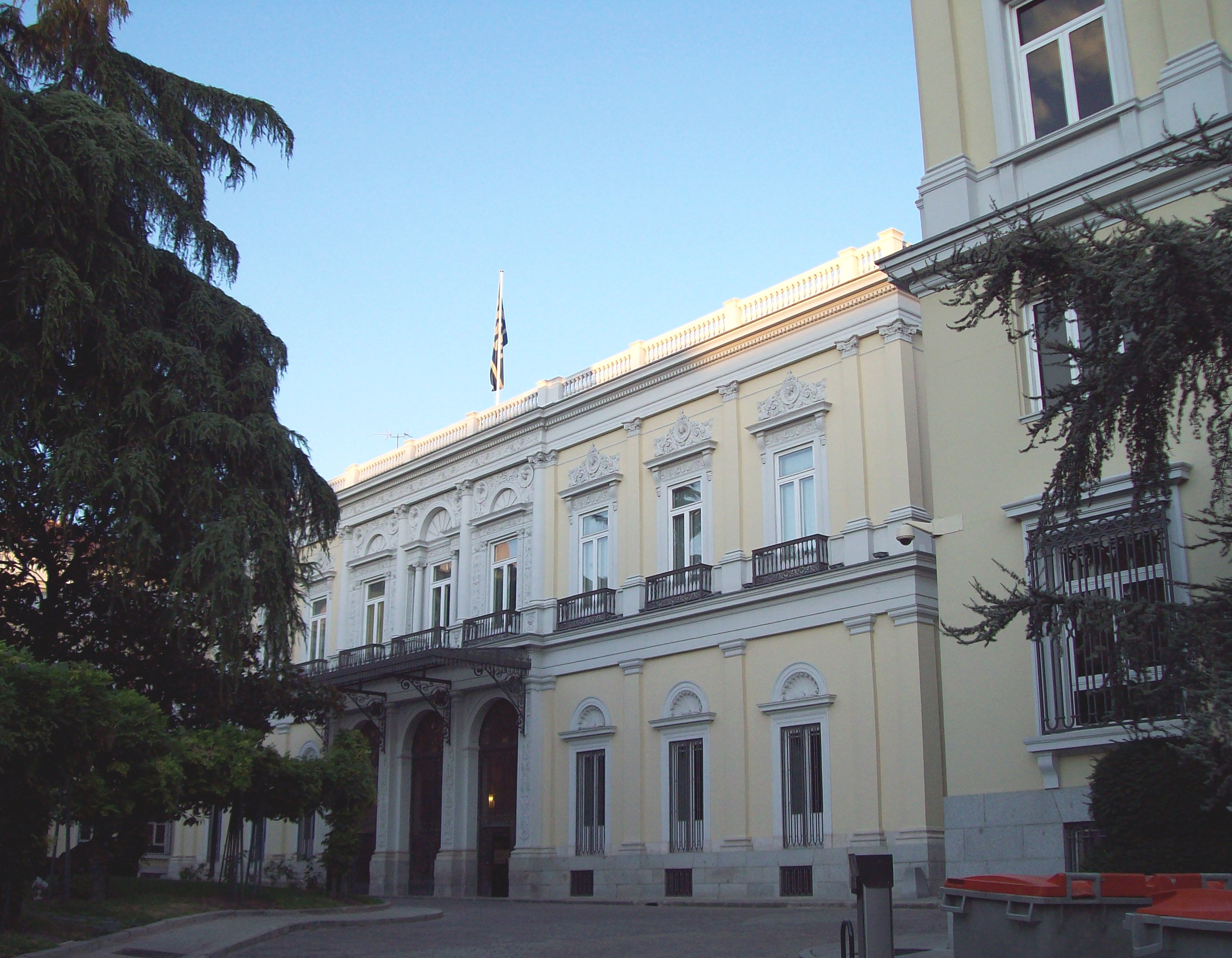
Palau del Marquès de Salamanca a Madrid (1846-1855).

Durant els 42 anys de la seva vida que va estar establert en Madrid, Salamanca va desenvolupar la intensa carrera empresarial i financera que li va valer el seu renom.
En tornar del seu primer exili es va ingressar prop de 300 milions de reals en arrendar durant cinc anys a l'Estat el seu monopoli sobre el negoci de la sal. Aquesta quantitat era el doble de tot el que havia guanyat des de l'obtenció d'aquest monopoli.
Va refer les seves relacions amb Ramón María Narváez y Campos, qui arribaria a ser, al costat de Agustín Fernando Muñoz y Sánchez (duc de Riánsares i marit de la reina regent), el seu soci per excel·lència en multitud de negocis.
En el sector de la construcció, el futur marquès es va destacar per la construcció de l'avui anomenat Barri de Salamanca (Madrid). Aquest va pertànyer a la primera fase de l'Eixample de Madrid projectat per Carlos María de Castro.

### Ferrocarril
Va invertir també en el ferrocarril, començant per la construcció de la línia Madrid-Aranjuez. Al desembre de 1845 es constitueix la Societat del Ferrocarril de Madrid a Aranjuez amb un capital de 45 milions de reals. Aquesta vegada va explicar com a socis al banquer Nazario Carriquiri i al comte de Retamoso, encunyat de la reina regent.
La construcció d'aquesta línia li va suposar a Salamanca alguns mals glops econòmics, però vencent les dificultats va inaugurar per fi la línia, el 7 de febrer de 1851. Va presidir aquest acte la reina Isabel II, i més de mil convidats van acudir a una generosa festa pagada íntegrament per la butxaca de Salamanca. Tres mesos més tard, la línia ferroviària ja li reportava 50.000 reals al dia.
Avui dia aquesta línia forma part de la línia que porta a Alcázar de San Juan i es desdobla cap a Andalusia o cap al Llevant. Existeix un tren turístic, el Tren de la Maduixa, que realitza molts diumenges de l'any un recorregut entre Madrid i Aranjuez recordant aquesta primera línia. L'actual estació d'Aranjuez està lleugerament desviada de la capçalera de la línia original que arribava directament al Palacio. Les seves inversions no es van limitar al territori espanyol, sinó que es van estendre per Europa i Amèrica. En l'actualitat, dues poblacions de l'Estat de Nova York (com Salamanca (Nova York)) situades en una cruïlla de vies, deuen el seu nom a les seves importants inversions en la Atlantic and Great Western Railroad.

### Arreplec[1]borsari en la Borsa de Madrid
Un dia històric per a la butxaca de Salamanca i dels seus socis es va produir a la tardor de 1844.
La borsa de Madrid va viure una sèrie de jornades entusiastes en les quals la major part dels inversors jugaven a l'alça. L'optimisme regnava davant l'estabilitat proporcionada pel govern de Narváez. No obstant això, després d'alguns dies d'anàlisis, Salamanca va començar a jugar a la baixa en una estratègia aparentment maldestra.
No obstant això la realitat era una altra: mitjançant la seva privilegiada posició en els assumptes públics, el futur marquès coneixia la disposició d'una sèrie de generals d'aixecar-se en armes, havent-hi fins i tot arribat el seu soci Narváez a mantenir correspondència amb alguns en un intent de fer-los desistir del seu intent.
Fent ús d'aquesta informació, va esperar durant sessions fins que van arribar les notícies del pronunciament del general Martín Zurbano a Nájera, del que Salamanca i els seus afins es van encarregar de fer ressò amb clara intenció de causar pànic entre els inversors. Els valors de borsa, tan sensibles com sempre a qualsevol canvi brusc en els assumptes públics, van caure en picat i Salamanca, que havia jugat a la baixa durant les sessions en les quals tots feien el contrari, es va embutxacar prop de 30 milions de reals en un sol dia. El marquès de Riánsares i el general Ramón María Narváez y Campos van rebre 2 milions cadascun.
| «                  | (...) És molt salao, i encara que m'ha fet rabiar molt, sóc flac, el vull... però no l'hi digui vostè, perquè de seguida em ve a proposar un negoci en el qual anem a donar a Espanya molts milions. | » |
| — General Narváez. | |   |

| « | On més s'ha faltat a la llei és en els camins que s'han concedit al senyor Salamanca, i la raó és perquè aquest senyor està associat a un home poderós que té massa i fatal influència sobre aquest. | » |
| — General Manuel Gutiérrez de la Concha, marquès del Duero (progressista), al Senat, referint-se a l'amistat de Salamanca amb el duc de Riánsares, padrastre d'Isabel II. | |   |

### Negoci fallit: el Banc d'Isabel II

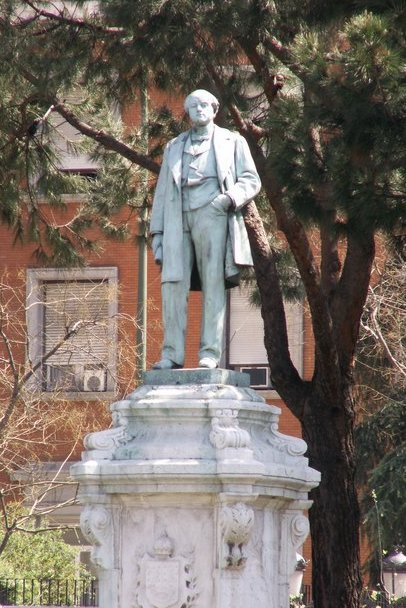
Estàtua del marquès de Salamanca a la plaça homònima, a Madrid.

El major fracàs en l'historial financer de Salamanca és el Banc d'Isabel II. Ideat per ell, va convèncer la reina de la seva creació. Fundat en 1844, era la primera entitat financera de crèdit privada d'Espanya, juntament amb el Banc de San Fernando i tenia un capital de 100 milions de rals per a concessió de crèdits, generosament distribuïts entre l'emergent capitalisme inversor de l'època.
A pesar que el banc mai va desenganxar, Salamanca va utilitzar la seva capital per realitzar compres, com un lot de 71 quadres que va adquirir a la duquessa de San Fernando de Quiroga, María Luisa de Borbón y Vallabriga, utilitzant per pagar un taló del Banc d'Isabel II per 1 milió de rals. La mala marxa de l'entitat va generar problemes a l'hora de liquidar talons com aquest, la qual cosa va generar a Salamanca un problema singular: quan va proposar a la reina que li comprés els quadres adquirits, aquesta li va pagar amb les seves accions en el ferrocarril Madrid–Aranjuez, que li havien costat 4 milions de rals, però que en aquest moment no valien gairebé res. D'aquesta forma Isabel II es va venjar astutament de Salamanca, que li havia fet perdre diners (encara que altres vegades li'n va fer guanyar molt més).
El banc finalment va desaparèixer en fusionar-se amb el de San Fernando naixent així el Banc d'Espanya.

## Ocàs dels seus èxits en els negocis
A partir de 1860, la carrera de Salamanca va començar a declinar. El seu patrimoni disminuïa ràpidament per successius negocis que no acabaven d'arrencar. En aquesta època va obtenir el títol de Marquès de Salamanca de mans de la reina (en 1863) i el de Comte de los Llanos (1864) amb el qual va obtenir la Grandesa d'Espanya. Per aquestes dates es va veure obligat a vendre el seu palau, un dels més elegants i de millor factura de l'època (Palau del Marquès de Salamanca), en el passeig Recoletos de Madrid. Actualment pertany al banc BBVA i alberga exposicions d'art.
A més d'aquest posseïa el Palau de Vista Alegre a Carabanchel Bajo, el de Bona Esperança a Carabanchel Alto, un altre a Aranjuez, possessions a Los Llanos, el Palau de Mitra a Lisboa, un hotel propi a París i un altre llogat a Roma, tots ells amb un exèrcit de servents a les seves ordres.
Passat el Sexenni Democràtic, en 1879 va aconseguir els drets de construcció del Canal del Duero, la qual cosa no va aconseguir refer el seu gairebé extingida fortuna.
Finalment va morir, en 1883, endeutat per valor de 6 milions de rals. Al llarg d'una vida de luxe i sibaritisme extrems, José de Salamanca havia estat advocat, conspirador, alcalde, jutge, banquer, contractista d'obres, empresari de teatres, director d'empreses, enginyer, agricultor, ramader, ministre, senador, diputat, marquès, comte i Gran d'Espanya.
Existeixen actualment carrers del Marquès de Salamanca a Talayuela, Navalmoral de la Mata, Torremolinos, Monòver i Castelló de la Plana. A Sant Sebastià un carrer de la ciutat es denomina Passeig de Salamanca en el seu honor. A Madrid, a més del Barri de Salamanca ha donat nom a la Plaça del Marquès de Salamanca. Aquesta plaça va ser projectada per l'arquitecte municipal Pablo Aranda, igual que també va projectar el pedestal de l'estàtua de José de Salamanca que hi ha situada a la mateixa plaça. Als Estats Units d'Amèrica, en l'estat de Nova York, el poble de Salamanca va canviar el seu nom en honor de les generoses donacions a la comunitat Seneca.